# The Voyage Out
The Voyage Out (Nederlands: De uitreis) is de eerste roman van de Britse schrijfster Virginia Woolf. Het boek verscheen in 1915 en werd geschreven in de conventionele stijl van die tijd.

## Verhaal
De uitreis vertelt het verhaal van de 24-jarige Rachel Vinrace, die zonder broers of zussen bij haar twee tantes is opgegroeid. Haar vader, Willoughby Vinrace, is een reder en neemt haar mee op een zeereis naar Zuid-Amerika. De nonkel en tante van Rachel, het echtpaar Ambrose, zijn eveneens aan boord. Ze reizen vanuit Londen via Lissabon naar Zuid-Amerika, waar de Ambroses hun vakantie willen doorbrengen en waar haar vader, Willoughby, zaken te doen heeft. Helen Ambrose doet haar zwager het voorstel, Rachel bij haar in Zuid-Amerika te laten blijven, terwijl hij met het schip verder vaart.
De Ambroses nemen hun intrek in een villa in de kustplaats Santa Marina, die geen geografisch equivalent in de reële wereld heeft. Hoe dan ook speelt het leven zich vooral af rond het nabij gelegen hotel, waar een groep Engelse vakantiegangers logeert. Al snel ontstaan er werkelijke en potentiële liefdesrelaties: Susan Warrington verlooft zich met de advocaat Arthur Vennington, en ook Rachel Vinrace begint een relatie met de toekomstige schrijver Terence Hewet; diens vriend St. John Hirst heeft een zwak voor de getrouwde Helen Ambrose, de advocaat Perrott wordt door Evelyn Murgatroyd afgewezen. Het ontstaan en groeien van deze relaties werd in gang gezet door een uitstapje, waarbij de hotelgasten besloten een berg te beklimmen en door een meerdaagse excursie, die georganiseerd werd om een dorp van de inheemse bevolking te bezoeken. Rachel Vinrance krijgt na die uitstap koorts - of de boottocht hier de oorzaak van is, blijft onbeantwoord - waar ze uiteindelijk aan sterft. De zopas verloofde Terence Hewet moet haar dood onder ogen zien.

## Onderwerpen
Een onderwerp dat in het boek besproken wordt, zijn de langzaamaan groeiende mogelijkheden voor vrouwen. In de woorden van Terence Hewet: 'Ik heb vaak door straten gelopen waar de mensen op een rijtje wonen en het ene huis precies zo is als het andere, en dan vroeg ik me af wat die vrouwen daar binnen toch allemaal deden,' zei hij. 'Stelt u zich toch voor: dit is het begin van de twintigste eeuw, en tot een paar jaar geleden kwamen vrouwen nooit alleen buiten of spraken ze zich uit. Daar speelde het zich duizenden jaren lang af op de achtergrond, dat vreemde, stilzwijgende, onverwoorde leven. Wij schrijven natuurlijk wel altijd over vrouwen, vol verwijt of hoon of aanbidding, maar het kwam nooit van de vrouwen zelf.'
De hotelgasten behoren tot een sociale klasse, die zich geen zorgen hoeft te maken over haar inkomen. Vele mannen zijn geleerden of willen schrijver worden, maar ook een van de vrouwen, Miss Allan, werkt aan een literatuurgeschiedenis. Virginia Woolf toont welke levensperspectieven een vrouw uit de hogere klasse zoal heeft aan de hand van de verschillende liefdesparen, de sinds vele jaren getrouwde echtparen, maar ook de alleenstaande Miss Allan.
De auteur had tijdens het schrijven van het boek reeds een reis naar de Middellandse Zee ondernomen, maar Zuid-Amerika had ze nog nooit bezocht. Het valt dan ook op dat ze over onvoldoende kennis beschikte, om het continent op een gepaste manier te beschrijven. De inlanders en de anderstalige hotelgasten vormen slechts een decor, waar de Engelse protagonisten amper aandacht aan besteden.

## Publicatiegeschiedenis
Virginia Woolf heeft meer dan vier jaar aan De uitreis gewerkt. Volgens haar echtgenoot Leonard herschreef ze het manuscript vijf keer van begin tot eind. Haar halfbroer Gerald Duckworth accepteerde het voor publicatie in april 1913. Het werd zo een van de twee boeken van Virginia Woolf die niet in de Hogarth Press verschenen; deze uitgever verwierf de rechten pas in 1929.
Virginia Woolf moet de periode voor de publicatie van het boek extreem belastend gevonden hebben. In juli 1913 ondervond ze opnieuw moeilijkheden door haar ziekte en op 9 september probeerde ze zelfmoord te plegen. Haar echtgenoot, Leonard Woolf, stelde de publicatie daarom uit, wat echter het lijden van Virginia enkel leek te verlengen. In februari/maart 1915 verslechterde haar situatie. Het boek verscheen uiteindelijk op 26 maart 1915, en daarna werd haar toestand langzaam beter.
Het boek kreeg goede beoordelingen van critici, maar werd slecht verkocht. In 1929 waren er slechts 479 exemplaren verkocht en Virginia Woolf had er slechts 26 pond 2 shilling en 10 pence voor ontvangen. Voor het echtpaar Woolf rees zo de vraag of de twee schrijvers hun brood zouden kunnen verdienen met de verkoop van hun boeken. Pas toen Virginia Woolf beroemd werd door haar latere boeken, werd ook haar eerste werk verkocht.

## Biografische achtergrond
Volgens haar biografen George Spater en Ian Parsons is De uitreis zeer uitgesproken een biografisch boek. De tante en oom van Rachel, Mr. en Mrs. Ambrose, doen aan Woolfs ouders denken, maar Helen Ambrose heeft ook karaktertrekken van Vanessa Bell; de ijlende koorts van Rachel lijkt op de deliria van Virginia tijdens haar inzinkingen. De figuur van St. John Hirst is gebaseerd op Lytton Strachey. Het schip heet Euphrosyne naar een boek met jeugdverzen van onder andere Strachey en Leonard Woolf.
Virginia Woolf heeft van Rachel Vinrace een wereldvreemd meisje gemaakt dat zich zelfs niet bewust is over de liefde tussen man en vrouw. Op die manier kan Rachel de daarmee gepaard gaande gevoelens geheel en al ontdekken. Rachel Vinrace en haar verloofde Terence Hewet denken aan het huwelijk, het verschil tussen man en vrouw - de suffragette-beweging wordt meermaals genoemd - en de mogelijkheid om als schrijver zijn brood te verdienen. Dit zijn vragen die Virginia Woolf tijdens het schrijven ook bezig gehouden hebben. Ze leefde eveneens in afzondering om voor haar zieke vader te zorgen, ontmoette Leonard Woolf na een lange pauze in 1911 en trouwde met hem in 1912.

## Eerste editie
Virginia Woolf: The Voyage Out . Duckworth, Londen 1915. Nederlands onder de titel: De uitreis. Athenaeum-Polak & Van Gennep, Amsterdam, 2018.